# Exèrcit de Xile
L'Exèrcit de Terra de Xile, creat el 1810 per la Primera Junta Nacional de Govern de Xile, és l'organisme encarregat de la defensa terrestre de la República de Xile. El seu primer Comandant en Cap, va ser el General José Miguel Carrera. És la branca terrestre de les Forces Armades de Xile. Té una força aproximada de 45,000 homes.

## Missió

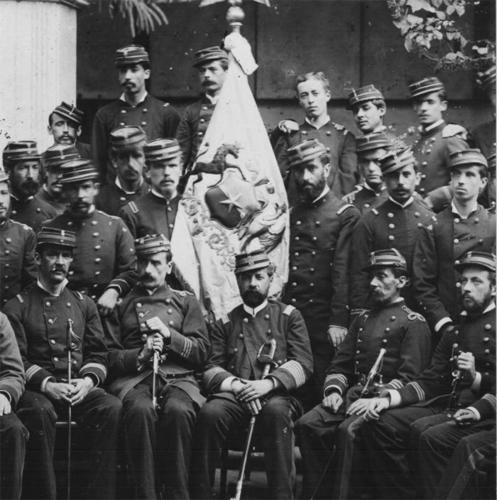
Oficials xilens durant la Guerra del Pacífic (1879-1883)

La raó de ser de l'Exèrcit és contribuir de manera fonamental a preservar la pau i la seva missió primordial és garantir la sobirania nacional, mantenir la integritat territorial i protegir la població, institucions i recursos vitals del país, davant de qualsevol amenaça o agressió externa, així com constituir una important eina de la política exterior de Xile.

## Mandat Constitucional
L'Exèrcit de Xile és una institució que forma part de les Forces Armades d'acord amb el que estableix la Constitució Política de Xile, en el Capítol XI "Forces Armades, d'Ordre i Seguretat Pública" en els articles 101 al 105 L'Art. 101 assenyala que "Les Forces Armades, dependents del Ministeri encarregat de la Defensa Nacional, estan constituïdes exclusivament per l'Exèrcit, l'Armada i la Força Aèria. Existeixen per a la defensa de la pàtria i són essencials per a la seguretat nacional ". Així mateix, la Carta Fonamental estableix el seu caràcter d'obedients i no deliberants, professionals, jerarquitzades i disciplinades.

## Finançament

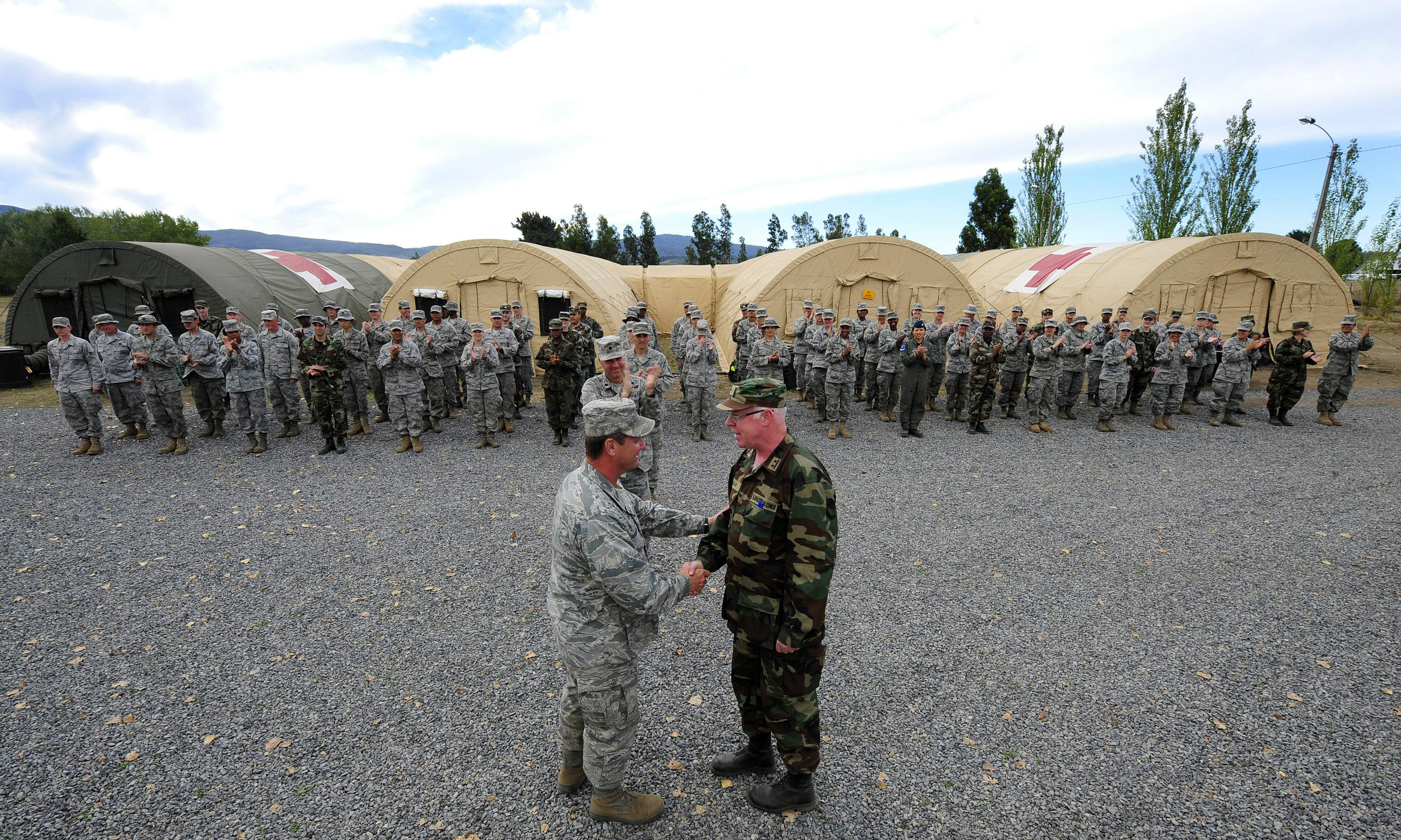
Hospital de campanya de l'Exèrcit de Xile

El pressupost militar de Xile per a l'any 2013, és de 8.842 milions de dòlars EUA, representa el 4,3% del PIB nacional, un dels més alts de la regió. El seu finançament es realitza com a part del pressupost regular de l'Estat i per mitjà de la llei 13196, coneguda com la «Llei reservada del coure», de l'1 de gener de 1958. Després de l'incident de l'illot Snipe, durant el segon govern de Carlos Ibáñez del Camp, com un impost del 15% a les utilitats de la gran mineria, per assegurar una font de finançament permanent de les forces armades sense dependre dels vaivens de la Política. L'alt suma del pressupost es deu al fet que, a diferència d'altres països, Xile en el seu pressupost considera tots els ítems: pressupost operacional i d'adquisicions, també el que es destina a la salut i pensions. També s'inclou el pressupost destinat als Carabiners de Xile (Policia Militar). La llei va ser modificada durant el Règim Militar, el 1973 i el 1986, passant a assegurar el 10% de les vendes brutes a l'exterior, establint un pis mínim de 90.000.000 dòlars EUA. El 1986 es va duplicar aquest finançament en el pressupost anual fiscal, no es va poder, fins a 2003, tenir coneixement de com es gastaven els fons provinents de les vendes del coure.
El govern ha presentat un projecte de llei que busca crear un nou sistema de finançament per a les Forces armades, eliminant la «Llei reservada del coure», sobre la base d'un pressupost plurianual de quatre anys.

## Període independent

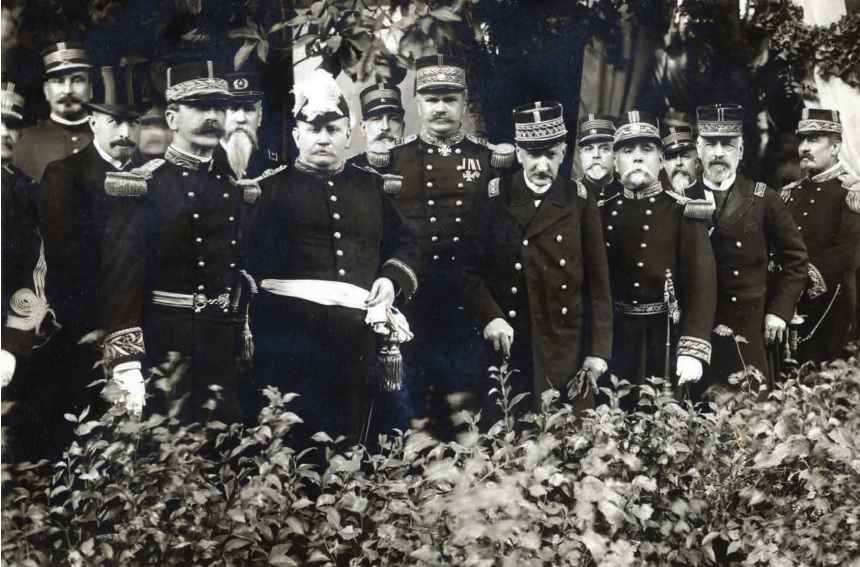
Generals xilens

Prenent com a base l'Exèrcit de la Capitania General de Xile, es va crear per ordre de la Primera Junta Nacional de Govern de Xile, el primer Exèrcit Nacional el 2 de desembre de 1810, participant de manera activa en la guerra d'independència, en la qual es va batre enfront de les tropes realistes en les batalles de Hierbas Buenas, San Carlos, Quechereguas, Rancagua, Chacabuco i Maipú.

## Influència europea
Ja sigui pel prestigi militar creat per les sorprenents victòries napoleòniques fins a 1812 o per l'eficiència demostrada per l'Exèrcit francès durant la posterior Guerra de Crimea, l'Exèrcit de Xile, igual que la majoria dels exèrcits del món occidental del segon quart del segle xix, segueix l'organització, tradició, usos i vestimentes franceses del període de Napoleó III. Noteu en la Guerra del Pacífic, la similitud d'uniformes entre els exèrcits xilè, peruà i bolivià. També la similitud entre aquests i els uniformes usats en la Guerra civil nord-americana. La derrota francesa en la Guerra francoprussiana acabarà finalment amb aquesta influència gal·la en l'exèrcit xilè.

## Model prussià

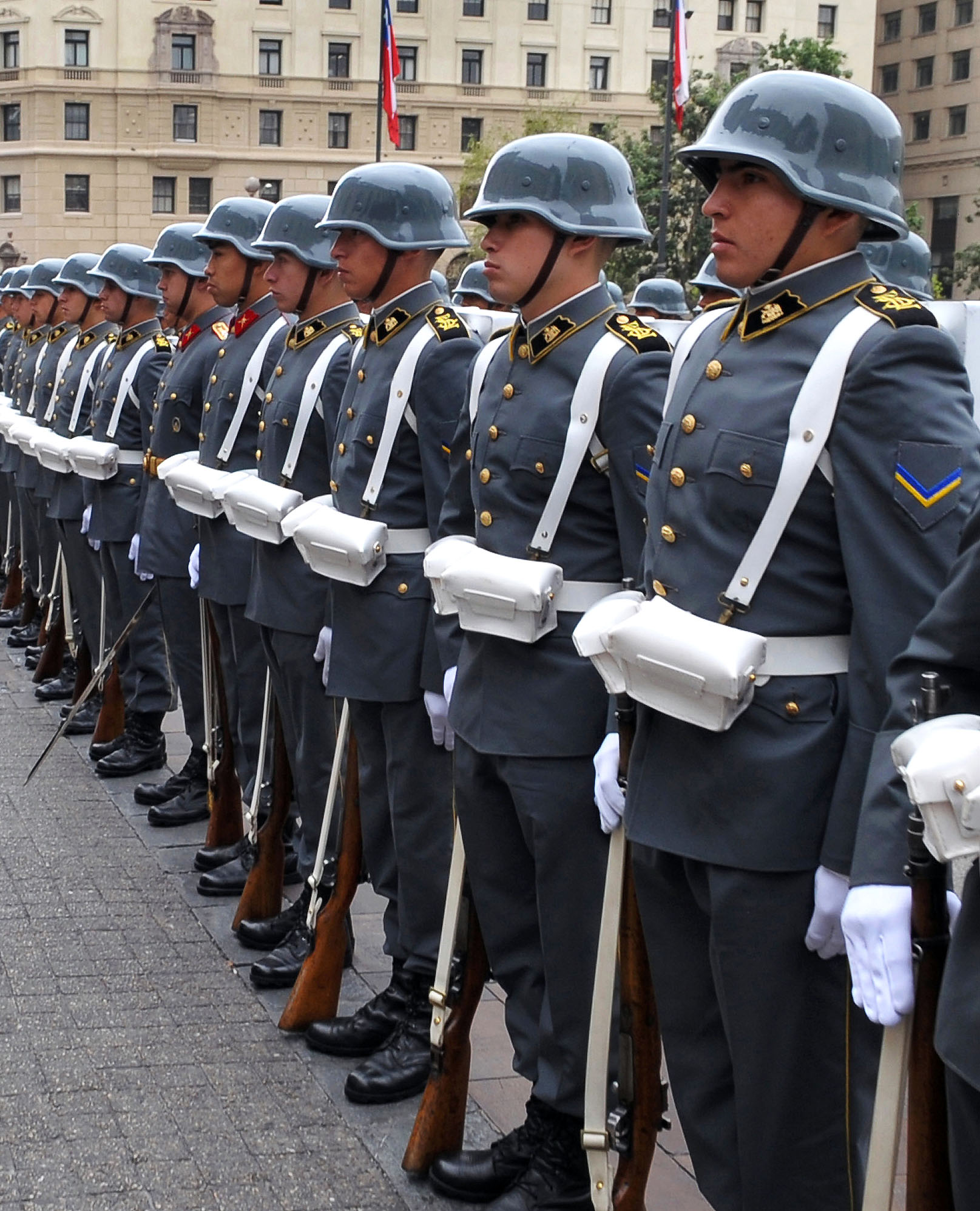
Soldats xilens

Després de la derrota francesa en la Guerra francoprussiana (1870), canvia el paradigma de l'Exèrcit de Xile, establint com a model el prussià, el que explica els seus uniformes, disciplina, verticalitat del comandament, ensenyament i similituds generals amb la cultura militar prussiana. La decisió d'adoptar aquesta disciplina militar va ser del president Domingo Santa Maria contractant Emilio Körner, donada la seva experiència com a docent a l'Escola d'artilleria i enginyers de Charlottenburg, fent responsable de l'entrenament de l'exèrcit. També van ser rellevants altres militars prusianos i xilens com; Hans Edler von Kiesling, Jorge Boonen, entre d'altres. Durant aquest procés de modernització denominat prussificació es va professionalitzar la formació de l'oficialitat amb la creació de l'Acadèmia de Guerra i la modernització dels plans d'estudis de l'Escola Militar. També es va instaurar durant aquest període el Servei militar obligatori. El 1899 es va començar a utilitzar el casc prussià amb punta i des de 1903 es va adoptar l'uniforme basat en el model alemany.

## Segle XX
Durant el segle XX els coneixements impartits van estar condicionats pel significatiu avanç de la tecnologia en la indústria bèl·lica, d'aquesta manera, va ser necessari actualitzar els cursos impartits per reforçar una doctrina rígida; A això es van sumar disputes territorials en l'últim quart de segle xx, on el ECH es va veure en la necessitat de preparar una defensa total i creïble en tres fronts, situació que motivaria als posteriors governs democràtics a continuar amb les polítiques de modernització a canvi de la subordinació de l'exèrcit al poder polític.

## Actualitat
L'Exèrcit de Xile està inserit en un programa de modernització que l'ha portat a passar de ser un exèrcit territorial en el passat a un exèrcit mòbil i compacte en el present; Entre els seus objectius immediats s'explica la professionalització de tots els seus membres i la incorporació d'equips moderns amb estàndards internacionals OTAN amb l'objectiu d'estar a l'avantguarda enfront dels nous desafiaments que ofereixen el món que ve, anticipant-se a les seves demandes i permetent al mateix temps aconseguir una major interoperabilitat amb altres exèrcits amics, entenent a la globalització i la inserció de Xile en el món com una tasca on l'exèrcit compleix un paper fonamental i estratègic acompanyant les polítiques d'Estat del país.

## Aviació Militar
La Brigada d'Aviació de l'Exèrcit de Xile és l'encarregada de subministrar transport aeri a les diferents unitats de l'exèrcit, està composta per un cos d'elit, conformat per soldats, pilots, mecànics i enginyers la principal missió en temps de guerra és lliurar cobertura i enllaç en el camp de batalla, mentre que en temps de pau, la seva principal funció és assistir a les víctimes de desastres naturals amb evacuacions mèdiques, transport de subministraments i rescat.

## Himne Oficial
L'himne oficial utilitzat per les Forces Armades de Xile és Els vells estendards creat a La Guerra del Pacífic simbolitzant la victòria de Xile en aquest enfrontament.

## Graduació militar (Exèrcit de Terra)

### Generals i oficials
Els graus dels militars de l'Exèrcit xilè guarden semblança amb els graus de l'Exèrcit alemany. El grau de General d'Exèrcit correspon al de Comandant en cap de l'Exèrcit, i només pot ser ocupat per l'oficial designat pel President de la República. Fins al 1998 va existir el grau de Capità General, el grau major de l'escala de generals, es va fer servir per darrera vegada pel General Augusto Pinochet Ugarte per haver exercit el Govern del país.
|  |                   |                    |                    |           |         |                |       |        |        |            |         |
|  |                   |                    |                    |           |         |                |       |        |        |            |         |
|  |                   |                    |                    |           |         |                |       |        |        |            |         |
|  |                   |                    |                    |           |         |                |       |        |        |            |         |
|  | General d'Exèrcit | General de Divisió | General de Brigada | Brigadier | Coronel | Tinent Coronel | Major | Capità | Tinent | Sotstinent | Alferes |

### Sotsoficials i tropa
El personal és format a l'Escola de Sotsoficials de l'Exèrcit de Xile, i els Oficials a l'Escola Militar de l'Alliberador Bernardo O'Higgins. Existeix un ampli contingent de personal civil a càrrec de tasques administratives, intendència, i justícia militar.
|  |                   |             |            |            |            |            |        |
|  | Sotsoficial Major | Sotsoficial | Sargent 1° | Sergent 2° | Caporal 1° | Caporal 2º | Soldat |

## Equipament (Exèrcit de Terra)

### Tancs
| Nom         | País d'origen | Foto | Quantitat | Nota |
| ----------- | ------------- | ---- | --------- | --- |
| Leopard 2A4 | Alemanya      |      | 200       | Es van adquirir en un primer moment 140 el 2007 i una segona remesa de 60 unitats el 2009. Altres fonts parlen de 172 unitats en total. Emplaçats tots a la primera i la cuarta divisions a la zona nort del país. |
| Leopard 1V  | Alemanya      |      | 100       | Es van comprar 200 unitats entre 1999 i el 2000. Actualment hi ha 100 unitats en servei a la cinquena divisió de l'Exèrcit, en la Brigada cuirassada "Chorrillos", i el Regiment reforçat Nº5 "Lanceros".          |

### Vehicles Blindats
| Nom           | País d'origen | Foto | Quantitat | Nota                                                                              |
| ------------- | ------------- | ---- | --------- | --------------------------------------------------------------------------------- |
| Marder 1A3    | Alemanya      |      | 280       | Primer lot de 146 unitats comprades entre 2007 i 2009.                            |
| AIFV          | Estats Units  |      | 169/24    | Comprats del excedent belga i holandès les versions IFV i YPR-765 respectivament. |
| M-992 FAASV   | Unió Europea  |      | 21        | Comprats com a municionadors dels M-109                                           |
| MOWAG Piranha | Xile          |      | 265/139   | 265 Piranhas construïts a Xile sota llicència per Cardoen, i 139 per FAMAE.       |
| M-113         | Estats Units  |      | 364       | Versions A1 i A2, en diferents configuracions.                                    |

### Vehicles Lleugers
| Nom                 | País d'origen | Foto | Quantitat | Nota                                                                                 |
| ------------------- | ------------- | ---- | --------- | ------------------------------------------------------------------------------------ |
| Humvee              | Estats Units  |      | 360       | Alguns duen míssils Spike                                                            |
| Land Rover Defender | Unió Europea  |      | 200       | En diferents configuracions.                                                         |
| AIL Storm           | Israel        |      | 400+/-    | Diferents configuracions, alguns equipats amb un Canó sense retroces M-40 anti-tanc. |

### Artilleria
| Nom                     | País d'origen | Foto | Quantitat | Nota |
| ----------------------- | ------------- | ---- | --------- | --- |
| Obús autopropulsat M109 | Estats Units  |      | 48        | 24 M-109 Kawest comprats a Suïssa el 2004 y 24 M109 comprats el 2009 als Estats Units; 12 M-109A3 seran modernitzats per BAE System a la versió A5 i es compraran 24 unitats addicionals a Suïssa.                       |
| Soltam M-71/68          | Israel        |      | 70        | Adquirits a França el 1976, actualment desplegats en la 4ª Brigada cuirassada "Chorrillos". |
| Obús M101               | Estats Units  |      | 74        | Modernitzats amb un canó del calibre 33. |
| OTO Melara Mod 56       | Itàlia        |      | 54        | 36 unitats adquirides a Itàlia entre 1963 i 1965. es van adquirir 18 més al Regne Unit a mitjans dels anys 80. |
| LAR-160                 | Israel        |      | 8         | El seu sistema de control de foc està sent modernitzat per l'empresa FAMAE. Seran reemplaçats pel nou SLM. |
| SLM FAMAE               | Xile          |      | 36        | Desenvolupat per FAMAE en col·laboració amb l'empresa IMI. Està equipat amb munició de 306mm i té un abast de 150 km. Inclou un modern sistema de control de tir, software de tir, mapes i un sistema d'enllaç de dades. |

### Defensa Antiaèria de l'Exèrcit
| Nom                | País d'origen | Foto | Quantitat | Nota                                                                                    |
| ------------------ | ------------- | ---- | --------- | --------------------------------------------------------------------------------------- |
| M1097 Avenger      | Estats Units  |      | 36        | Equipats amb míssils FIM-92 Stinger i una metralladora antiaèria M3P amb 200 cartutxos. |
| FIM-92 Stinger     | Estats Units  |      | 378       | Montats sobre el sistema Avenger.                                                       |
| MBDA Mistral       | França        |      | 750       | Emplaçats en camions.                                                                   |
| Radar mòbil        |               |      |           |                                                                                         |
| AN/MPQ-64 Sentinel | Estats Units  |      | 6         | Radar d'alerta pels sistemes NASAMS i Avenger.                                          |

### Vehicles de suport
| Nom           | País d'origen | Foto | Quantitat | Nota |
| ------------- | ------------- | ---- | --------- | --- |
| BrPz-1 Biber  | Unió Europea  |      | 25        | Versió llançaponts del Leopard 1, adquirits dels excedents de l'Exèrcit Holandès el 2002. Modificats per FAMAE per ser utilitzats pels tancs Leopard 2.                                                                            |
| PiPz-1        | Unió Europea  |      | ?¿        | Vehicle d'enginyers adquirits com excedents del Real Exèrcit Holandès el 2002. |
| Bergepanzer 2 | Unió Europea  |      | 10        | 7 unitats adquirides a l'Exèrcit Alemany després de ser sotmeses a un procés de modernització per a compatibilitzar el seu funcionament amb els tancs Leopard 2. Tres unitats modificades van ser adquirides a Holanda l'any 2002. |
| M548-A1       | Xile          |      | 80        | Modificats a Xile sota lliçencia per l'empresa FAMAE. Usat com a transport de combustible de les unitats blindades. |

### Camions de suport logístic
| Nom                  | País d'origen | Foto | Quantitat | Nota                          |
| -------------------- | ------------- | ---- | --------- | ----------------------------- |
| Camió M35            | Estats Units  |      | 150       | Camió militar                 |
| Camió Unimog         | Unió Europea  |      | 900+      | Camió militar                 |
| Camió Man-Kat        | Unió Europea  |      | 450       | Camió militar                 |
| Camió Iveco Trakker  | Unió Europea  |      | 150       | Camió de combustible          |
| ASTRA                | Unió Europea  |      | 40        | Camió militar                 |
| Honda XR 250 Tornado | Japó          |      | 200       | Moto de reconeixement         |
| Honda Rancher        | Japó          |      | 200       | Quad de reconeixement         |
| Mercedes-Benz Atego  | Unió Europea  |      | 700+      | Ex-Bundeswehr.                |
| VN780                | Unió Europea  |      | 58        | Transport d'equipament pesant |

### Brigada d'Aviació de l'Exèrcit
| Aeronau                  | País d'origen | Fotos | Quantitat | Nota                                      |
| ------------------------ | ------------- | ----- | --------- | ----------------------------------------- |
| CASA CN-235              | Espanya       |       | 3         | Avió de transport tàctic                  |
| CASA C-212 Aviocar       | Espanya       |       | 2         | Avió de transport tàctic                  |
| Cessna Citation          | Estats Units  |       | 3         | Avió utilitari                            |
| Cessna 208 Caravan       | Estats Units  |       | 3         | Avió utilitari                            |
| Eurocopter AS 532 Cougar | França        |       | 12        | Helicòpter de transport                   |
| Aérospatiale SA 330 Puma | França        |       | 3         | Helicòpter de transport                   |
| AS 355 Ecureuil 2        | França        |       | 6         | Helicòpter de reconeixement               |
| Helicòpter MD 500        | Estats Units  |       | 9         | Helicòpter de reconeixement               |
| Bluebird Spylite         | Israel        |       | -         | Vehicle aeri no tripulat de reconeixement |